# Szakály
Szakály (németül: Sakal) község Tolna vármegyében, a Tamási járásban.

## Fekvése
Szakály település a Kapos folyó két partján, Tolna vármegye szívében terül el, a termálfürdőjéről híres Tamásitól 15 kilométerre délre. Területén a 65-ös számú, Szekszárd-Siófok közötti főút halad végig, Regöllyel és Keszőhidegkúttal a 6318-as út kapcsolja össze. A főút és az ugyanitt elhaladó (Budapest–)Pusztaszabolcs–Pécs-vasútvonal miatt jelentős átmenő forgalma van. A vasútnak egy állomása van a határai között, Szakály-Hőgyész vasútállomás, a 65-ös főút vasúti keresztezésétől nem messze dél felé.

## Története
A rómaiak az i. e. 1 század végén, Pannónia területén kelta-pannon törzseket találtak. Szakályban ilyen kelta település nyomaira bukkantak.
A falu neve már IV. László korában, 1273-ban a korabeli iratokban Szakály, Zakal néven szerepel. Szakállyal szemben, a mostani malom környékén terült el Csernéd, ahol már 1351-ben, majd 1399-től folyamatosan megyegyűlést tartották, egészen 1543-ig, a török betöréséig. Ebben a korszakban annyira ritkán lakott volt a terület, hogy a török adóösszeírók 1573-74-ben mindössze 6 adózót regisztráltak. Csernédet 1581-től rácok lakták. A török kiűzése után Szakály a Tolna megyei településekhez hasonlóan betelepülések révén éledt újjá.

## Közélete

### Polgármesterei
- 1990–1994: Balogh Árpádné (független)[3]
- 1994–1998: Balogh Árpádné (független)[4]
- 1998–2002: Balogh Árpádné (független)[5]
- 2002–2006: Balogh Árpádné (független)[6]
- 2006–2010: Balogh Árpádné (független)[7]
- 2010–2014: Törő Péter (független)[8]
- 2014–2019: Törő Péter Ferenc (független)[9]
- 2019–2024: Feuerbach Szabolcs (független)[10]
- 2024– : Feuerbach Szabolcs (független)[1]

## Népesség
A település népességének változása:
| Lakosok száma | 1490 | 1387 | 1356 | 1333 | 1337 | 1308 | 1305 | 1216 | 1203 | 1203 |
|               | 2012 | 2013 | 2014 | 2016 | 2017 | 2018 | 2019 | 2022 | 2023 | 2024 |

A 2011-es népszámlálás során a lakosok 84,1%-a magyarnak, 2,4% cigánynak, 1,9% németnek mondta magát (15,8% nem nyilatkozott; a kettős identitások miatt a végösszeg nagyobb lehet 100%-nál). A vallási megoszlás a következő volt: római katolikus 62,4%, református 3,4%, evangélikus 0,7%, görögkatolikus 0,1%, izraelita 0,1%, felekezeten kívüli 10% (22,6% nem nyilatkozott).
2022-ben a lakosság 90,3%-a vallotta magát magyarnak, 2,2% cigánynak, 0,9% németnek, 0,5% ukránnak, 0,2% szerbnek, 0,1-0,1% szlovénnek, görögnek, románnak és szlováknak, 0,9% egyéb, nem hazai nemzetiségűnek (9,5% nem nyilatkozott; a kettős identitások miatt a végösszeg nagyobb lehet 100%-nál). Vallásuk szerint 44,2% volt római katolikus, 2,5% református, 0,9% evangélikus, 0,2% görög katolikus, 0,1% izraelita, 0,7% egyéb keresztény, 0,8% egyéb katolikus, 11,8% felekezeten kívüli (38,8% nem válaszolt).

## Nevezetességei
- Tájház A tájházat 1983-ban avatták fel, mely néprajzi gyűjteményként szolgál. A látogatók a 20. század eleji paraszti élet eszközeivel, berendezési tárgyaival, jellegzetes épületeivel ismerkedhetnek meg itt. (2008 nyarán szándékos gyújtogatás következtében leégett.)
- Templom A település műemléki látnivalója a 18. században épült római katolikus templom, amelynek szentélye jelentős részben a gótika korából származik (15. század).
- Közterületen található faragások A falun átutazóknak is feltűnik a festői fekvésű település rendezettsége, valamint a szép, hangulatos közterületek, melyeket Törő György fafaragó művész szép munkái díszítenek. Az 1990-es években fafaragótáborok keretében helyi összefogással szépítették a település arculatát díszkapukkal, emlékhelyekkel, játszóterekkel.

Kirándulási és sportolási lehetőségek:
- Szőlőhegyi kirándulás Remek kilátás nyílik a környékre. Folyamatban van egy gondozott kilátó kiépítése, illetve hangulatos ligetek kialakítása padokkal, díszcserjékkel.
- Kapos-parti pihenés és horgászat A folyó partjának turisztikai jellegű kiépítése folyamatban van. A folyóban horgászni is lehet.
- Lovaglás és sétakocsikázás a faluban és környékén A lovaglás (gyermekek számára pónilovon) és sétakocsikázás biztosítása folyamatban van.

## Külső hivatkozások
- Szakály